# Джерело № 3 (Ясіня)
Джерело № 3 — гідрологічна пам'ятка природи місцевого значення. Об'єкт розташований на території Рахівського району Закарпатської області, смт Ясіня.
Площа — 0,5 га, статус отриманий у 1984 році.